# Josh Richardson
Joshua Michael Richardson (Edmond, Oklahoma, 15 de septiembre de 1993) es un baloncestista estadounidense que actualmente se encuentra sin equipo. Con 1,96 metros de estatura, juega en la posición de escolta.

## Trayectoria deportiva

### Universidad
Richardson jugó cuatro temporadas de baloncesto universitario con los Volunteers de la Universidad de Tennessee. En 2015, fue nombrado en el mejor quinteto de la Southeastern Conference.

#### Estadísticas
| Año     | Equipo    | PJ  | PT  | MPP  | %TC  | %3P  | %TL  | RPP | APP | ROB | TPP | PPP  |
| ------- | --------- | --- | --- | ---- | ---- | ---- | ---- | --- | --- | --- | --- | ---- |
| 2011–12 | Tennessee | 34  | 9   | 16.0 | .353 | .237 | .640 | 1.4 | .7  | .5  | .6  | 2.9  |
| 2012–13 | Tennessee | 33  | 33  | 30.7 | .469 | .214 | .692 | 4.3 | 1.5 | 1.1 | .7  | 7.9  |
| 2013–14 | Tennessee | 37  | 36  | 30.4 | .474 | .340 | .793 | 2.9 | 1.5 | .7  | .8  | 10.3 |
| 2014–15 | Tennessee | 32  | 32  | 36.3 | .461 | .359 | .798 | 4.5 | 3.6 | 2.1 | .5  | 16.0 |
| Total   | Total     | 136 | 110 | 28.3 | .456 | .318 | .758 | 3.2 | 1.8 | 1.1 | .6  | 9.2  |

### Profesional

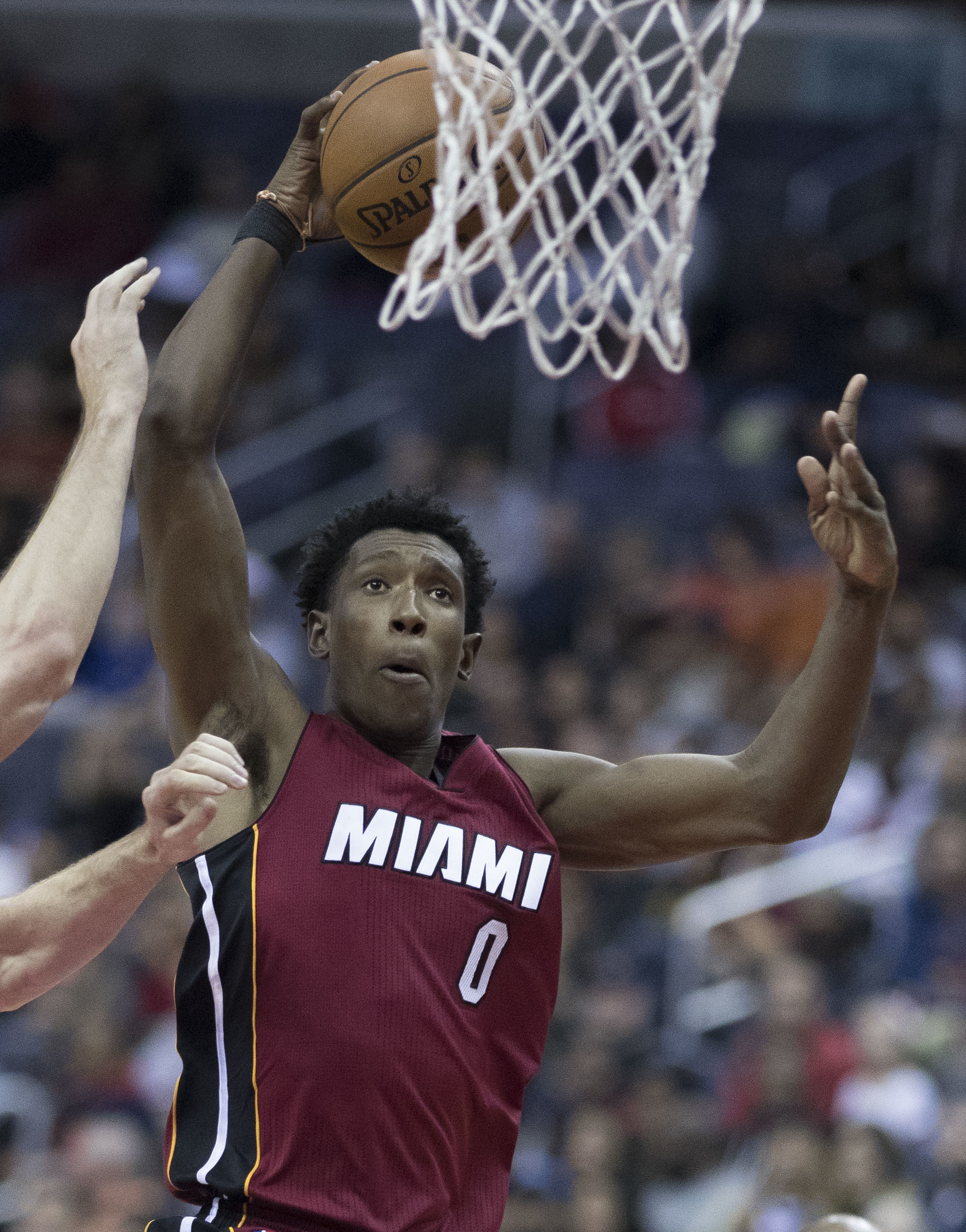
Josh Richardson con los Heat en 2016.

El 25 de junio de 2015, fue seleccionado en la posición número 40 del Draft de la NBA de 2015 por los Miami Heat.
Tras cuatro temporadas en Miami, el 30 de junio de 2019, es traspasado a Philadelphia 76ers en un "sign-and-trade" a cambio de Jimmy Butler.
Después de un año en Philadelphia, el 18 de noviembre de 2020, es traspasado a Dallas Mavericks a cambio de Seth Curry.
El 30 de julio de 2021 es traspasado a Boston Celtics en un intercambio entre tres equipos. El 23 de agosto consigue una extensión de contrato con los Celtics por un año.
El 10 de febrero de 2022 es traspasado junto a Romeo Langford a San Antonio Spurs a cambio de Derrick White.
El 9 de febrero de 2023 es traspasado a New Orleans Pelicans, a cambio de Devonte' Graham.
En julio de 2023 firma con Miami Heat por una temporada, regresando a la franquicia que lo drafteó en 2015.
El 6 de febrero de 2025 entró en un traspaso que involucró a diversas franquicias, y que lo llevó a Utah Jazz, pero fue despedido poco más tarde sin llegar a debutar.

## Estadísticas de su carrera en la NBA

### Temporada regular
| Año     | Equipo       | PJ  | PT  | MPP  | %TC  | %3P  | %TL   | RPP | APP | ROB | TPP | PPP  |
| ------- | ------------ | --- | --- | ---- | ---- | ---- | ----- | --- | --- | --- | --- | ---- |
| 2015-16 | Miami        | 52  | 2   | 21.3 | .452 | .461 | .667  | 2.1 | 1.4 | .7  | .5  | 6.6  |
| 2016-17 | Miami        | 53  | 34  | 30.5 | .394 | .330 | .779  | 3.2 | 2.6 | 1.1 | .7  | 10.2 |
| 2017-18 | Miami        | 81  | 81  | 33.2 | .451 | .378 | .845  | 3.5 | 2.9 | 1.5 | .9  | 12.9 |
| 2018-19 | Miami        | 73  | 73  | 34.8 | .412 | .357 | .861  | 3.6 | 4.1 | 1.1 | .5  | 16.6 |
| 2019-20 | Philadelphia | 55  | 53  | 30.8 | .430 | .341 | .809  | 3.2 | 2.9 | .9  | .7  | 13.7 |
| 2020-21 | Dallas       | 59  | 56  | 30.3 | .427 | .330 | .917  | 3.3 | 2.6 | 1.0 | .4  | 12.1 |
| 2021-22 | Boston       | 44  | 0   | 24.7 | .443 | .397 | .859  | 2.8 | 1.5 | .8  | .5  | 9.7  |
| 2021-22 | San Antonio  | 21  | 7   | 24.4 | .429 | .444 | .946  | 2.9 | 2.3 | 1.0 | .3  | 11.4 |
| 2022-23 | San Antonio  | 42  | 6   | 23.7 | .436 | .357 | .883  | 2.8 | 3.3 | 1.0 | .3  | 11.5 |
| 2022-23 | New Orleans  | 23  | 4   | 23.2 | .419 | .384 | .762  | 2.4 | 1.6 | 1.3 | .4  | 7.5  |
| 2023-24 | Miami        | 43  | 6   | 25.6 | .444 | .347 | .944  | 2.8 | 2.4 | .6  | .3  | 9.9  |
| 2024-25 | Miami        | 8   | 0   | 18.8 | .289 | .273 | 1.000 | 1.5 | 1.5 | 1.0 | .1  | 4.0  |
| Total   | Total        | 554 | 322 | 28.5 | .428 | .363 | .846  | 3.0 | 2.6 | 1.0 | .5  | 11.5 |

### Playoffs
| Año   | Equipo       | PJ | PT | MPP  | %TC  | %3P  | %TL   | RPP | APP | ROB | TPP | PPP  |
| ----- | ------------ | -- | -- | ---- | ---- | ---- | ----- | --- | --- | --- | --- | ---- |
| 2016  | Miami        | 14 | 0  | 27.6 | .371 | .370 | .714  | 3.6 | 1.6 | .4  | .9  | 6.6  |
| 2018  | Miami        | 5  | 5  | 26.0 | .375 | .316 | .857  | 3.0 | 2.8 | 2.2 | 1.0 | 8.4  |
| 2020  | Philadelphia | 4  | 4  | 36.0 | .357 | .357 | .944  | 3.8 | 3.3 | .5  | .5  | 16.8 |
| 2021  | Dallas       | 7  | 0  | 13.4 | .393 | .300 | 1.000 | 1.6 | .7  | .3  | .0  | 4.9  |
| Total | Total        | 30 | 9  | 25.2 | .371 | .350 | .875  | 3.0 | 1.8 | .7  | .7  | 7.9  |

## Vida personal
Su padre, Mike, es un bombero retirado de Oklahoma City, y su madre, Alice, es ministra bautista y teniente coronel jubilada del Comando de Reserva de la Fuerza Aérea de Estados Unidos. Su hermana mayor, Alex, jugó al baloncesto universitario en Oklahoma State. Richardson se licenció en Psicología en mayo de 2015.